# در سوپ
در سوپ (به انگلیسی: In the Soup) فیلمی محصول سال ۱۹۹۲ و به کارگردانی الکساندر راکول است. در این فیلم بازیگرانی همچون سیمور کاسل، استیو بوشمی، جنیفر بیلز، ویل پاتون، جیم جارموش، کارول کین، استنلی توچی، دبی میزار، سم راکول و پل هرمن ایفای نقش کرده‌اند.